# Nguyễn Hữu Đang
Nguyễn Hữu Đang (1913–2007) là một nhà báo, từng bị thực dân Pháp bắt tù 1930, cũng từng là thứ trưởng Bộ Thanh Niên, tham gia Mặt Trận Dân chủ Đông Dương (1937–1939), một trong những người sáng lập nên Hội truyền bá Quốc ngữ (1938–1945), từng tham gia phong trào Văn hóa Cứu Quốc (1943–1946), Ủy ban Giải phóng Dân tộc tại Tân Trào 1945. Ông là người chỉ huy dựng Lễ đài Độc lập tại Quảng trường Ba Đình, nơi Hồ Chí Minh và Chính phủ Lâm thời nước Việt Nam Dân chủ Cộng hòa ra mắt quốc dân. Ông đã bị kết án 15 năm tù vì tội kích động bạo loạn trong vụ án Phong trào Nhân Văn - Giai Phẩm.

## Tiểu sử
Nguyễn Hữu Đang (bí danh Phạm Đình Thái) sinh ngày 15 tháng 8 năm 1913 trong một gia đình trí thức tại làng Trà Vi, xã Vũ Công, huyện Kiến Xương, tỉnh Thái Bình. Ông thuộc về đời thứ 10 của chi họ Nguyễn Phúc Độ 阮福度 thuộc Nguyễn Phúc Tộc. Cụ Thủy Tổ là Nguyễn Phúc Độ, con trai thứ 37 của Chúa Nguyễn Phúc Chu.
Bố ông là cụ Chánh Tổng Nguyễn Huyên (tự Bá Xướng), ông là con út trong gia đình, anh cả là Hữu Rung (tự Rũng Nguyên), Chủ tịch huyện những năm 60, anh trai thứ hai là Nguyễn Hữu Thoan. Ông Tú tài Nguyễn Phiếm (tự Trần Dương) là Thống đốc Ngân hàng Nhà nước (1977–1981) gọi ông Nguyễn Hữu Đang là anh con bác.
Ông tham gia Hội Sinh viên thị xã Thái Bình thuộc Thanh niên Cách mạng Đồng chí Hội và bị Pháp bắt vào cuối năm 1930 và bị giam hai tháng rưỡi tại thị xã Thái Bình. Mùa hè năm 1931, Nguyễn Hữu Đang bị đưa ra tòa xét xử, nhưng được tha, vì dưới tuổi thành niên. Sau đó, ông lên Hà Nội theo học Trường Cao đẳng Sư phạm.
Sau khi tốt nghiệp Trường Cao đẳng Sư phạm Hà Nội, Nguyễn Hữu Đang tham gia phong trào Mặt trận Dân chủ Đông Dương (1936–1939) trên lĩnh vực báo chí, viết và làm biên tập viên cho các báo Thời báo, Ngày mới và Tin tức. Ông hoạt động công khai ở Hà Nội, là đồng chí thân thiết của Trường Chinh, Võ Nguyên Giáp, Phạm Văn Đồng, Trần Huy Liệu, Phan Thanh, Nguyễn Văn Tố.
Trong thời kỳ Đảng Cộng sản Đông Dương rút vào hoạt động bí mật (1939–1945), ông hoạt động trong khối trí vận của đảng, chuyên lo việc vận động giới tư sản và trí thức, là một trong những người sáng lập ra Hội Truyền bá Quốc ngữ (do Đảng Cộng sản Đông Dương đứng đằng sau hậu thuẫn) và làm Tổng Thư ký Hội. Năm 1943, ông tham gia Ban chấp hành Hội Văn hóa cứu quốc và gia nhập Tráng đoàn Lam Sơn của tổ chức Hướng đạo sinh Việt Nam. Mùa hè 1944, Nguyễn Hữu Đang tham gia tổ chức và chủ trì Hội nghị Giáo khoa thư Toàn quốc ở Hà Nội. Mùa thu 1944, ông bị bắt và bị giam giữ một tháng tại Nam Định.

## Tham gia Chính phủ cách mạng
Tháng 8 năm 1945, ông được Đại hội Quốc dân ở Tân Trào bầu vào Ủy ban Dân tộc Giải phóng Trung ương (Chính phủ Lâm thời khởi nghĩa) gồm 15 ủy viên.
Khi Cách mạng tháng Tám thành công, Nguyễn Hữu Đang được phân công làm Trưởng Ban tổ chức Ngày tuyên bố Độc lập ngày 2 tháng 9 năm 1945. Ngày nay trên sách báo người ta hay nhắc đến câu nói của Hồ Chí Minh khi giao việc dựng Lễ đài Độc lập với thời gian hết sức gấp gáp, trang thiết bị thiếu thốn: "Có khó mới giao cho chú" (tức Nguyễn Hữu Đang).
Từ tháng 11 đến tháng 12 năm 1945, ông tham gia Chính phủ Lâm thời, lần lượt giữ chức Thứ trưởng Bộ Thanh niên, Chủ tịch Ủy ban Vận động Hội nghị Văn hóa Toàn quốc, Trưởng ban Tuyên truyền Xung phong Trung ương, phụ trách báo Toàn dân Kháng chiến (báo của cơ quan Trung ương Hội liên hiệp).
Năm 1947, ông được kết nạp vào Đảng Cộng sản Đông Dương. Từ tháng 6 năm 1949 đến tháng 10 năm 1954, ông được cử làm Trưởng ban Thanh tra Bình dân học vụ.

## Hoạt động văn nghệ tuyên truyền
Từ tháng 11 năm 1954 đến tháng 4 năm 1958, ông làm biên tập viên tuần báo Văn nghệ thuộc Hội Nhà văn Việt Nam.
Trong Kháng chiến chống Pháp, ông trải qua nhiều chức vụ khác nhau trong lĩnh vực tuyên truyền kháng chiến. Ông cũng là một trong những nhà văn đầu tiên phê phán sai lầm của Cải cách ruộng đất. Năm 1954–1958, ông làm biên tập cho Văn Nghệ.

## Vụ Nhân Văn - Giai Phẩm
Cuối 1956, ông làm biên tập báo Nhân Văn và cộng tác với báo Giai Phẩm.
Báo giới ngoài nước đều nhất loạt ghi nhận vai trò chủ yếu của Nguyễn Hữu Đang trong phong trào Nhân Văn - Giai Phẩm (1956–1958).
Trong Nhân Văn số 1, Nguyễn Hữu Đang ký tên XYZ (một trong những bút hiệu của Hồ Chí Minh). Trong bài này, Nguyễn Hữu Đang cố ý dùng giọng văn của Hồ Chí Minh khi nói chuyện với cán bộ, nhằm tỏ ý giễu cợt Chủ tịch Hồ Chí Minh. Báo Nhân Văn số 6 có bài kích động người dân xuống đường biểu tình. Song các Đảng viên, công nhân nhà in Xuân Thu (nơi in báo Nhân Văn) đã phát hiện ra và thông báo với chính quyền để xử lý.
Tháng 4 năm 1958, ông bị bắt. Cùng với nhiều văn nghệ sĩ, trí thức tham gia phong trào Nhân Văn - Giai Phẩm, ông bị coi là "phản Đảng", "đầu cơ cách mạng". Tại phiên tòa xét xử kín ông cùng bà Lưu Thị Yên (bút hiệu Thụy An) ngày 21 tháng 1 năm 1960, ông bị kết án 15 năm tù vì tội "phá hoại chính trị", "làm gián điệp" và bị đưa lên giam giữ tại Hà Giang.
Trong nhật ký của Trần Dần viết vào đầu năm 1960, ông ghi lại rằng sau khi đi học tập chính trị, ông đã nhận ra việc Nhân Văn - Giai Phẩm lợi dụng văn nghệ để hoạt động chống đối chính trị. Ông tỏ ra hối hận khi tham gia phong trào này:
Nhân văn Giai phẩm… là một công ty phá hoại bao gồm những kẻ phản cách mạng, đứa là phần tử Quốc Dân Đảng cũ (Phan Khôi), đứa là mật thám (cho Pháp) trước đây, đứa là tên bất mãn chống Đảng có lịch sử, đi đến chủ nghĩa trotskisme (Nguyễn Hữu Đang)... và với bọn gián điệp vẫn liên lạc với mật thám Pháp Sainteny, là Thụy An
Sớm mai toà xử Thụy An gián điệp và Nguyễn Hữu Đang phá hoại... Tôi đã từng có đứng với nhóm do Đang cầm đầu. Tôi đã ly khai với "lý tưởng" (Nhân văn Giai phẩm) đó... Đang đã thấy cái sai lớn của Đang chưa? (...) Tôi cũng không thể nào nhởn nhơ với sự kiện này. Chao ơi!
Suốt thời gian trong tù ông bị cách biệt với thế giới bên ngoài và không hề tham gia một chút gì vào Chiến tranh Việt Nam. Sau khi ra tù vào năm 1973, ông bị quản thúc tại quê nhà Thái Bình gần 20 năm. Sau năm 1975, ông vẫn đi lại giữa các địa phương để thăm người thân và bạn bè, nhưng vẫn bị giám sát.

## Cuối đời
Năm 1986, sau Đại hội Đảng VI, ông bắt đầu được gỡ án. Từ năm 1990, ông được hưởng lương hưu trí. Từ năm 1993, ông về sống ở Hà Nội, được cấp một căn hộ tại khu nhà B tập thể Nghĩa Đô, quận Cầu Giấy, Hà Nội. Ông không có vợ con.
Ông qua đời ngày 8 tháng 2 năm 2007 tại Hà Nội. Trong tang lễ của ông, đại diện chính quyền đọc điếu văn còn nhắc tội trạng: "phạm sai lầm tham gia nhóm Nhân Văn - Giai Phẩm". Lễ viếng và truy điệu có đại diện của Bộ Giáo dục và Đào tạo, Hội Khuyến học Việt Nam, tuần báo Văn Nghệ. Thi hài ông được hỏa táng và đưa về quê an táng ngày 11 tháng 2 năm 2007.

## Nhận định
- Theo nhà thơ Hoàng Cầm, "Ông Nguyễn Hữu Đang làm việc gì cũng rất..., tôi dùng hai chữ của nhà văn Nguyễn Huy Tưởng nói, ông Đang là một con người "hùng hổ - kiên quyết""[6]
- Nhà văn Nguyễn Huy Tưởng, bạn thân và đồng nghiệp làm cùng tòa soạn báo với Nguyễn Hữu Đang, cho rằng: "Nguyễn Hữu Đang (có thái độ) tiêu cực. Ở đâu cũng thấy không vừa ý. Người có caractère, ở đâu cũng có ảnh hưởng đến anh em. Anh em toà soạn khen là chí công, vô tư, nhưng tư tưởng rất là nguy hiểm. Một điển hình của một chiến sĩ làm cách mạng nhưng lại bất mãn"